# Кала (Уельва)
Кала (ісп. Cala) — муніципалітет в Іспанії, у складі автономної спільноти Андалусія, у провінції Уельва. Населення — 1326 осіб (2010).
Муніципалітет розташований на відстані близько 350 км на південний захід від Мадрида, 95 км на північний схід від Уельви.
На території муніципалітету розташовані такі населені пункти: (дані про населення за 2010 рік)
- Кала: 1320 осіб
- Мінас-де-Кала: 6 осіб

## Демографія
Динаміка населення (INE ):